# Кубок Ліхтенштейну з футболу 1980—1981
Кубок Ліхтенштейну з футболу 1980—1981 — 36-й розіграш кубкового футбольного турніру в Ліхтенштейні. Титул здобув Бальцерс.

## Перший раунд
| Команда 1  | Рахунок | Команда 2   |
| ---------- | ------- | ----------- |
| Бальцерс   | 5–1     | Шан         |
| Трізенберг | 1–3     | Ешен-Маурен |
| Руггелль   | 2–0     | Трізен      |

Вільний від першого раунду Вадуц.

## 1/2 фіналу
| Команда 1   | Рахунок | Команда 2 |
| ----------- | ------- | --------- |
| Руггелль    | 5–0     | Вадуц     |
| Ешен-Маурен | 2–3     | Бальцерс  |

## Фінал
| 28 травня 1981 |

| Бальцерс | 3–0 | Руггелль |
| -------- | --- | -------- |
|          |     |          |

| Ешен |